# 埃乌斯
埃乌斯（法語：Eus，法語發音：[ɛws] ⓘ）是法国东比利牛斯省的一个市镇，位于该省西部偏北，属于普拉德区。

## 地理
埃乌斯（42°38'37"N, 2°27'26"E）面积20.08 平方千米，位于法国奧克西塔尼大區东比利牛斯省，该省份为法国大陆部分最南部的省份，涵盖了北加泰罗尼亚，北起奥德省，西接阿列日省和安道尔，南与西班牙接壤，东临地中海。
与埃乌斯接壤的市镇（或旧市镇、城区）包括：康普西、阿布索尔斯、马基沙讷、洛斯马索、普拉德、卡亚、莫利特莱班、苏尔尼亚。

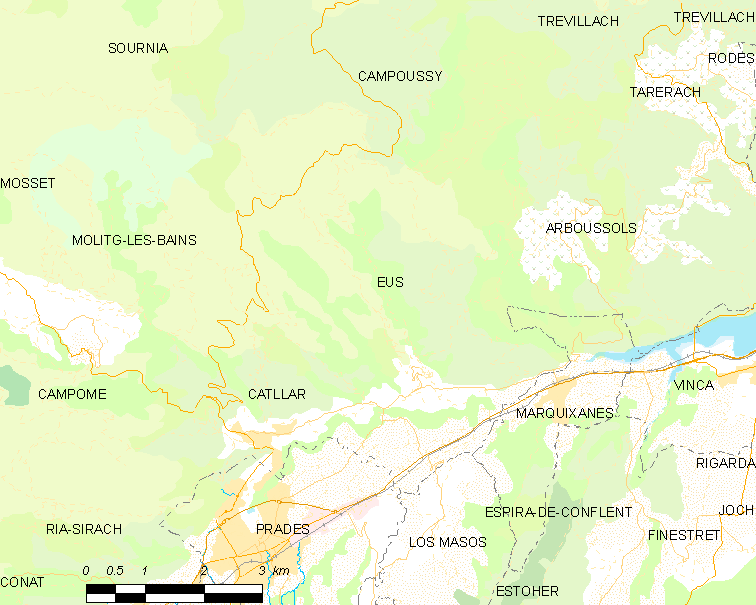
埃乌斯的OSM定位图

埃乌斯的时区为UTC+01:00、UTC+02:00（夏令时）。

## 行政
埃乌斯的邮政编码为66500，INSEE市镇编码为66074。

## 政治
埃乌斯所属的省级选区为加泰罗尼亚比利牛斯县。

## 人口

1962-2008年间埃乌斯人口变化图示

埃乌斯于2022年1月1日时的人口数量为381人。